# Гредица
Гредица — река в России, протекает в Локнянском районе Псковской области. Река вытекает из озера Андрошковское. Течёт сначала на северо-восток, у деревни Польшино поворачивает на восток, затем на юго-восток, у деревни Крестилово поворачивает на северо-восток. Устье реки находится в 47 км по правому берегу реки Локня. Длина реки составляет 24 км.
На реке расположена деревня Польшино Михайловской волости, нежилая деревня Шапкино и деревни Рожново, Филиппово, Крестилово Алексеевской волости.

## Данные водного реестра
По данным государственного водного реестра России относится к Балтийскому бассейновому округу, водохозяйственный участок реки — Ловать и Пола, речной подбассейн реки — Волхов. Относится к речному бассейну реки Нева (включая бассейны рек Онежского и Ладожского озера).
Код объекта в государственном водном реестре — 01040200312102000023018.